# Basílica del Corazón de Jesús (Zagreb)
La Basílica del Corazón de Jesús (croata: Bazilika Srca Isusova) es una basílica católica localizada en la calle Palmotićeva de Zagreb. Está dedicada al Sagrado Corazón, y fue diseñada por el arquitecto croata Janko Holjac, con estilo neobarroco.
La Basílica del Corazón de Jesús es la segunda mayor iglesia de la ciudad, después de la catedral de Zagreb. Es utilizada por la orden de la Compañía de Jesús.

## Historia
La construcción de la iglesia está ligada a la llegada de los jesuitas a Zagreb en 1855. Para este propósito, el arzobispo Juraj Haulik dio una suma de 60.000 forintos en 1860. Aun así, condiciones políticas y económicas no fueron favorables para la idea de Haulik, que fue retomada cuatro décadas más tarde por el arzobispo Juraj Posilović, quién dio una suma adicional de 12.000 forintos. En 1898, se compró un terreno para la construcción de la iglesia en la calle Palmotićeva en la ciudad baja de Zagreb. Una vez terminada, la iglesia fue consagrada en 1902. Su construcción tomó poco más de un año. En 1941, la iglesia fue declarada basílica menor.
La iglesia resultó fuertemente dañada tras el terremoto de Zagreb de 2020.

Interiores
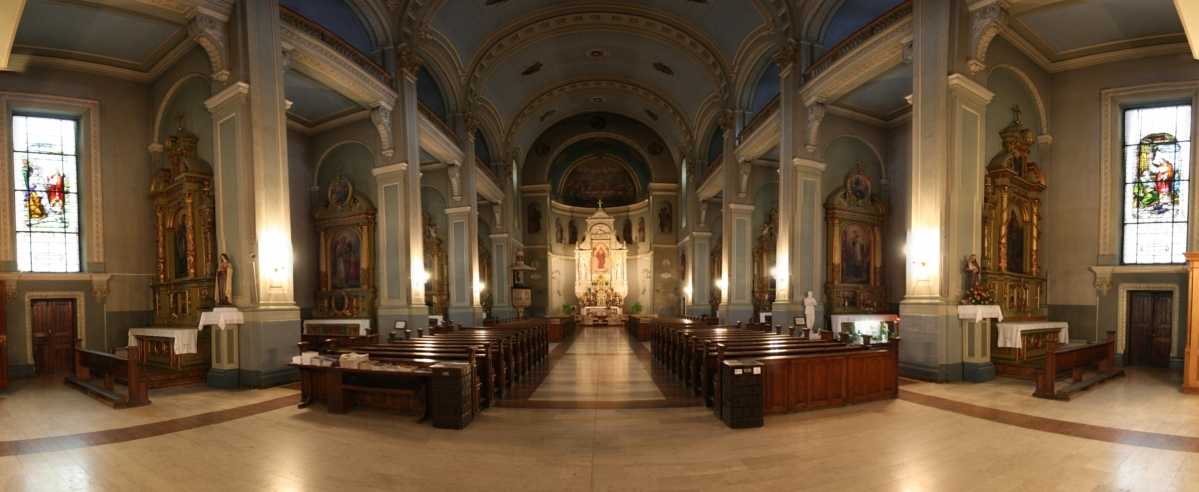
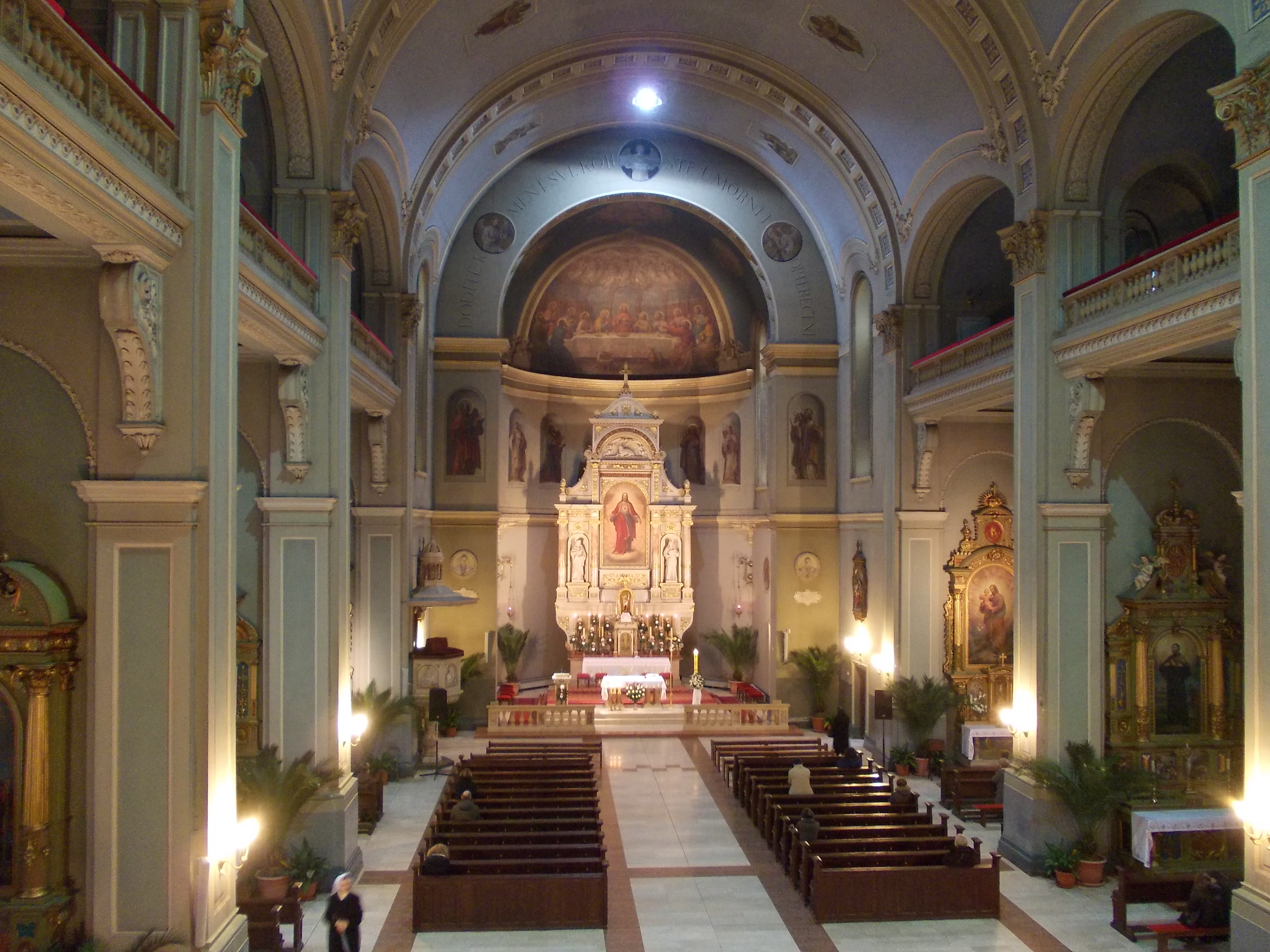
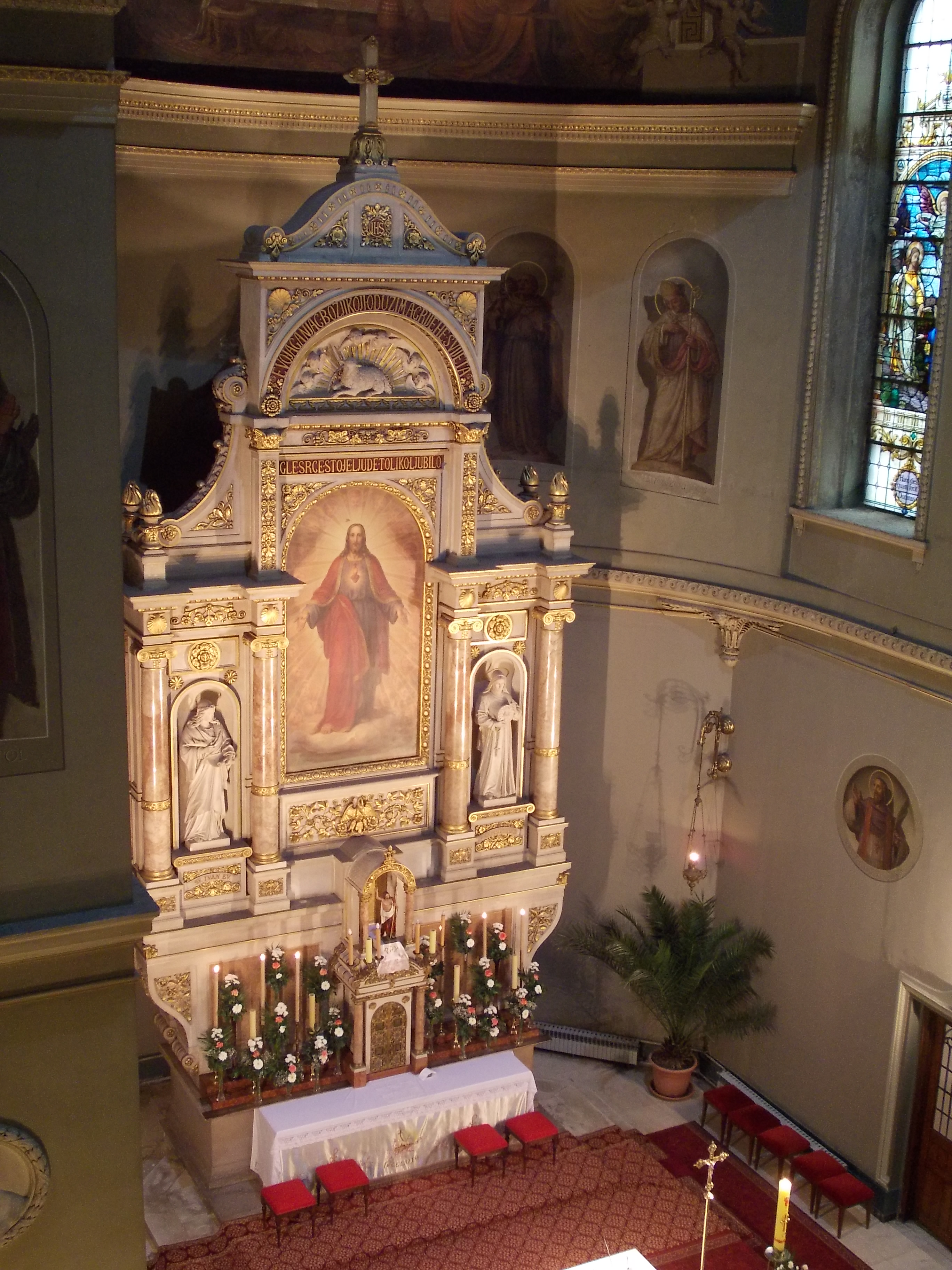